# Nizam

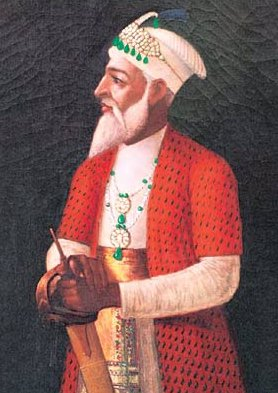
Asaf Dżah, pierwszy nizam Hajdarabadu

Nizam – w dawnych Indiach tytuł władców  niektórych państw muzułmańskich, zwłaszcza Hajdarabadu i Ahmadnagaru. W węższym sensie odnosi się do władców Hajdarabadu z dynastii założonej na początku XVIII w. przez Asafa Dżaha.